# Diego Bejarano
Diego Bejarano Ibáñez (Santa Cruz de la Sierra; 24 de agosto de 1991) es un futbolista boliviano. Juega como lateral derecho en Oriente Petrolero de la Primera División de Bolivia.

## Selección nacional
Ha sido internacional con la Selección de fútbol de Bolivia en 29 ocasiones, anotando 2 goles.

### Participaciones en Eliminatorias al Mundial
| Eliminatorias                 | Resultado | Partidos | Goles |
| ----------------------------- | --------- | -------- | ----- |
| Eliminatorias Mundial de 2014 | 8º lugar  | 4        | 1     |
| Eliminatorias Mundial de 2018 | 9º lugar  | 7        | 0     |

### Participaciones en Copa América
| Copa                    | Sede           | Resultado      | Partidos | Goles |
| ----------------------- | -------------- | -------------- | -------- | ----- |
| Copa América Centenario | Estados Unidos | Fase de grupos | 2        | 0     |
| Copa América 2019       | Brasil         | Fase de grupos | 3        | 0     |
| Copa América 2021       | Brasil         | Fase de grupos | 2        | 0     |

### Goles internacionales
| #  | Fecha                 | Lugar                                           | Rival     | Gol | Resultado | Competición        |
| -- | --------------------- | ----------------------------------------------- | --------- | --- | --------- | ------------------ |
| 1. | 15 de octubre de 2013 | Estadio Nacional de Lima, Lima, Perú            | Perú      | 1–1 | 1–1       | Eliminatorias 2014 |
| 2. | 77 de junio de 2017   | Estadio Provincial de Yacuiba, Yacuiba, Bolivia | Nicaragua | 1–2 | 3–2       | Amistoso           |

## Clubes
| Club              | País    | Año               |
| ----------------- | ------- | ----------------- |
| The Strongest     | Bolivia | 2010 - 2012       |
| Guabirá           | Bolivia | 2012              |
| The Strongest     | Bolivia | 2012 - 2014       |
| Panetolikos FC    | Grecia  | 2014 - 2015       |
| The Strongest     | Bolivia | 2016 - 2017       |
| Bolívar           | Bolivia | 2018 - 2023       |
| Oriente Petrolero | Bolivia | 2024 - actualidad |

## Palmarés

### Títulos nacionales
| Título            | Club          | Año           |
| ----------------- | ------------- | ------------- |
| Primera División  | The Strongest | Clausura 2012 |
| Primera División  | The Strongest | Apertura 2012 |
| Primera División  | The Strongest | Apertura 2013 |
| Primera División  | The Strongest | Apertura 2016 |
| Primera División  | Bolívar       | Apertura 2019 |
| Primera División  | Bolívar       | Apertura 2022 |
| Copa de la DivPro | Bolívar       | 2023          |